# Конституция Беларуси
Конституция Республики Беларусь (бел. Канстытуцыя Рэспублікі Беларусь) — основной Закон Республики Беларусь, имеющий высшую юридическую силу и закрепляющий основополагающие принципы и нормы правового регулирования важнейших общественных отношений.

## Предыдущие Конституции
Современное белорусское конституционное право берёт своё начало со Статутов Великого княжества Литовского 1529, 1566 и 1588 годов.
Что касается новейшего времени, имело место 6 конституций: 1918 (временная), 1919, 1927, 1937, 1978 и 1994 годов.

### Временная Конституция Белорусской Народной Республики 1918 года
Временная Конституция БНР была принята Радой БНР 11 октября 1918 года. Основы государственного строя Белоруссии должны были быть утверждены на Учредительном собрании (Учредительном сейме), которое так и не было проведено.

### Конституция Социалистической Советской Республики Белоруссия 1919 года
Первая Конституция Социалистической Советской Республики Белоруссия (ССРБ) была принята на I Всебелорусском съезде Советов 3 февраля 1919 года. Конституция юридически закрепила создание БССР, советскую форму власти и основные принципы социалистического устройства. Первую её часть составляла Ленинская декларация прав рабочего и эксплуатируемого народа. В трёх разделах второй части говорилось об необходимости установления диктатуры городского и сельского пролетариата, о правах, свободах и обязанностях граждан Республики. Также в ней говорилось о системе высших органов государственной власти и управления, флаге и гербе. Высшим органом власти признавался Всебелорусский съезд Советов. В перерыве между съездами власть переходила в руки к ЦИК БССР, который создавал Большой и Малый Президиумы. Большому принадлежало общее руководство делами страны, то есть он выполнял функции Правительства.
В Конституции БССР, в отличие от Конституции РСФСР, не говорилось про органы местного управления и про избирательное право. Позже Конституция БССР неоднократно менялась.
Конституция практически полностью соответствовала российской конституции 1918 года.

### Конституция Белорусской Социалистической Советской Республики 11 апреля 1927 года

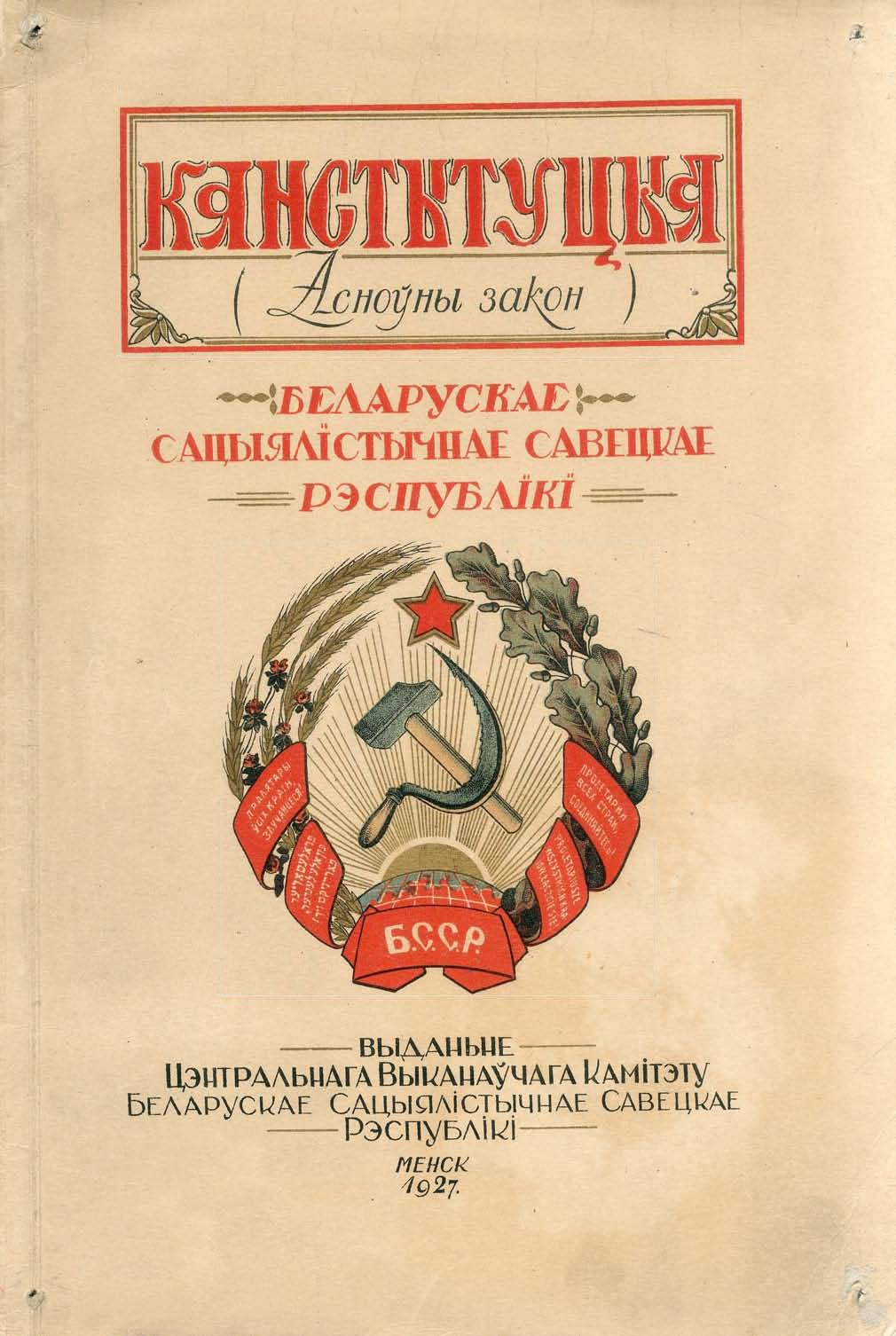
Обложка Конституции БССР, 1927 год

Принята на VIII Всебелорусском Съезде Советов Рабочих, Крестьянских и Красноармейских Депутатов 11 апреля 1927 года. Председатель VIII Всебелорусского Съезда Советов — Александр Червяков, секретарь Дмитрий Чернушевич.
В статье 4 Конституции БССР за республикой закреплялось право свободного выхода из состава СССР (согласно ст. 4 Конституции Союза Советских Социалистических Республик от 1924 года).
Примечательна тем, что издана сразу на четырёх языках, объявленных равноправными (белорусский, идиш, польский, русский).

### Конституция Белорусской Советской Социалистической Республики 19 февраля 1937 года
5 декабря 1936 года в СССР принимается новая общесоюзная Конституция. 19 февраля 1937 года XII Чрезвычайный съезд Советов принял Конституцию БССР. Она состояла из 11 разделов и 122 статей.
Новая Конституция полностью соответствовала Конституции СССР 1936 года. Законы СССР были обязательными на территории республики. В конституции говорилось о добровольном объединении БССР на равных правах с другими республиками в СССР, однако суверенитет республик был значительно ограничен. И важные вопросы государственной жизни были отнесены к компетенции СССР. Но при этом за БССР сохранялось право свободного выхода из состава СССР (ст. 15 Конституции БССР).
Высшим органом республики впервые провозглашался Верховный Совет БССР, который избирал Президиум и создавал правительство — Совет народных комиссаров БССР.
Впервые были включены разделы о бюджете республики, суде и прокуратуре. Последний раздел Конституции, который состоял из одной статьи, утвердил порядок изменения Конституции. Она могла быть изменена решением Верховного Совета — не менее 2/3 голосов депутатов.
В Конституции провозглашалось, что вся власть в БССР принадлежит рабочим города и деревни в лице Советов депутатов рабочих. Тем самым подчёркивался демократизм советской власти и её народный характер. Многие положения Конституции декларировались и не соответствовали реалиям жизни советской страны. Например, провозглашались политические права и свободы граждан республики: свобода слова, печати, собраний и митингов, уличных шествий. Однако в это время по всей стране проходили массовые репрессии.
В корне поменялось избирательное право. Провозглашалось, что выборы депутатов во все Советы депутатов рабочих (Верховный Совет БССР, окружные, районные, городские, местечковые, сельские и поселковые) проводятся на основе всеобщего, равного и прямого избирательного права при тайном голосовании. Активное и пассивное избирательное право устанавливалось с 18 лет.

### Конституция Белорусской Советской Социалистической Республики 1978 года
14 апреля 1978 года, вслед за принятием новой Конституции СССР 1977 года, была принята новая Конституция БССР.
Статья 69 Конституции БССР сохраняла право БССР на свободный выход из состава СССР.
27 июля 1990 года была принята Декларация Верховного Совета «О государственном суверенитете Белорусской Советской Социалистической Республики». Декларация провозгласила «полный государственный суверенитет Республики Беларусь как верховенство, самостоятельность и полноту государственной власти республики в границах её территории, правомочность её законов, независимость республики во внешних отношениях».
25 августа 1991 года Декларации о государственном суверенитете специальным законом был придан статус конституционного закона, на основании которого были внесены изменения и дополнения в Конституцию 1978 года.

## Конституция Республики Беларусь

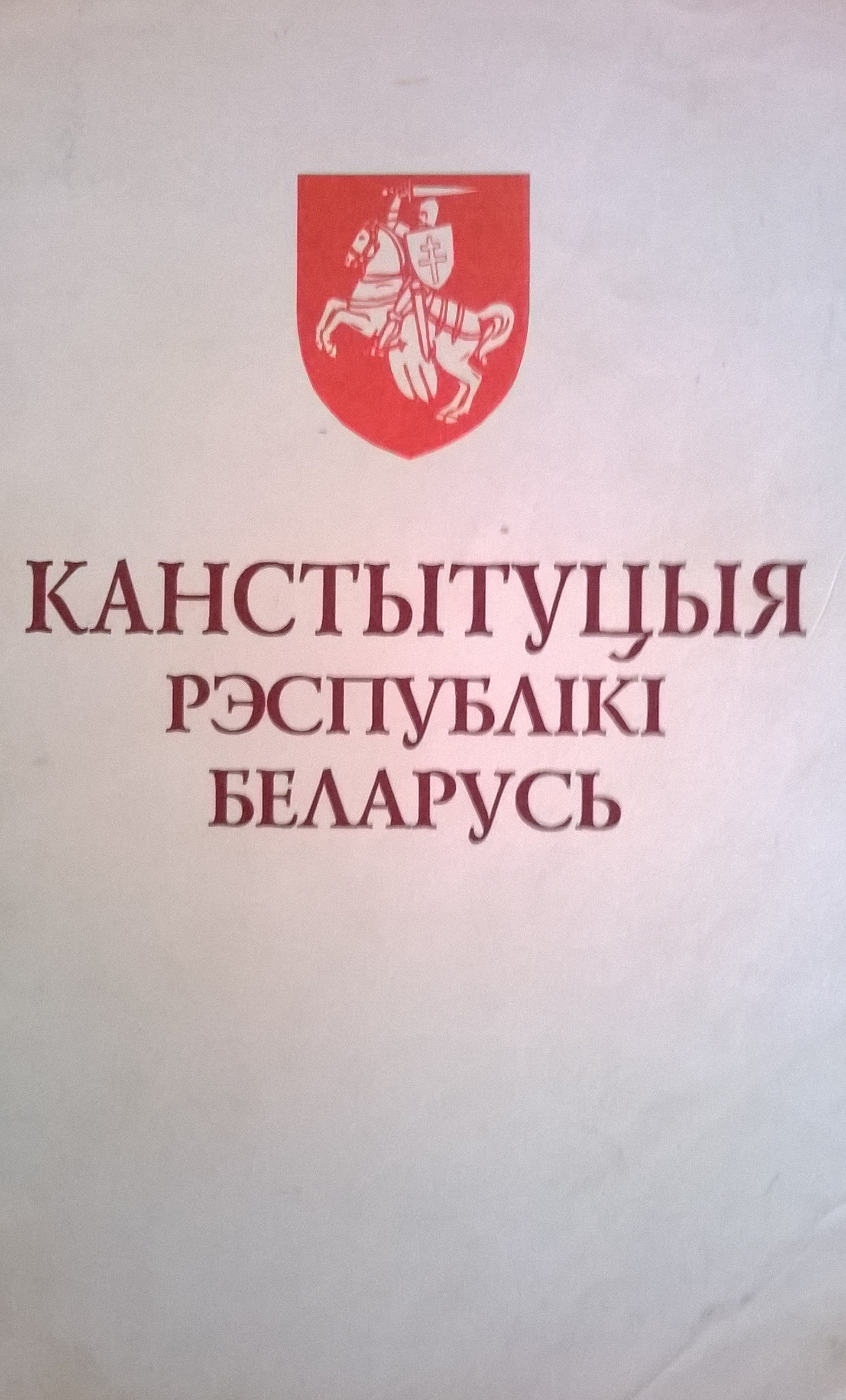
Обложка Конституции Беларуси, 1994 год

### Конституция Республики Беларусь 1994 года
Новая Конституция Беларуси была принята 15 марта 1994 года. Проекты Конституции для общественного обсуждения публиковались в 1991, 1992 и 1993 годах; в Национальном архиве хранится ещё несколько проектов. Три опубликованных проекта существенно отличались как от Конституции БССР 1978 года, так и друг от друга — в частности, в вопросе о полномочиях президента и балансе ветвей власти.
Значительное влияние на первоначальную редакцию Конституции 1994 года оказал официальный проект Конституции Российской Федерации 1993 года. Так, значительными полномочиями государственной власти наделялся Верховный Совет Республики Беларусь. Среди прочих его прав устанавливалось: принятие и изменение Конституции, назначение выборов и референдумов, избрание высших судов республики, Генпрокурора, Председателя и Совета Контрольной палаты Беларуси, Председателя и Правления Нацбанка Беларуси, роспуск местных Советов, определение военной доктрины Беларуси, а также объявление войны и заключение мира. Отдельной главы о правительстве (Кабинете Министров) Конституция не содержала, его деятельность регулировалась статьями 106—108, помещёнными в главу о Президенте. Отдельной главой регулировалась деятельность Конституционного суда Беларуси (статьи 125—132).
Структура Конституции 15 марта 1994 года:
- Раздел I Основы конституционного строя
- Раздел II Личность, общество, государство
- Раздел III Избирательная система. Референдум
  - Глава 1 Избирательная система
  - Глава 2 Референдум (народное голосование)
- Раздел IV Законодательная, исполнительная и судебная власть
  - Глава 3 Верховный Совет Республики Беларусь
  - Глава 4 Президент Республики Беларусь
  - Глава 5 Суд
- Раздел V Местное управление и самоуправление
- Раздел VI Государственный контроль и надзор
  - Глава 6 Конституционный Суд Республики Беларусь
  - Глава 7 Прокуратура
  - Глава 8 Контрольная палата Республики Беларусь
- Раздел VII Финансово-кредитная система Республики Беларусь
- Раздел VIII Действие Конституции Республики Беларусь и порядок её изменения

24 ноября 1996 года Конституция была обновлена и дополнена по результатам Референдума. Существенная часть изменений — перераспределение полномочий в пользу исполнительной власти и президента, в частности президент получил право назначать и увольнять с должности всех министров, генерального прокурора, судей и руководство Национального банка Беларуси. Кабинет министров был переименован обратно в Совет министров. Кроме того, в Конституции было закреплено положение о равноправии русского и белорусского языков (русский стал государственным вслед за белорусским), что вытекало из итогов Референдума 1995 года. Некоторые юристы сравнивают значение обновлений и дополнений с принятием новой Конституции. Отмечается влияние окончательной редакции Конституции Российской Федерации с более сильной президентской властью. 17 октября 2004 года на референдуме из Конституции было изъято положение, ограничивающее право одного лица избираться Президентом более чем на 2 срока.
27 февраля 2022 года состоялся Референдум по внесению изменений и дополнений в Конституцию, вступивших в силу с 15 марта 2022 года. В частности, в Республике Беларусь образован высший представительный орган народовластия — Всебелорусское народное собрание.

### Структура действующейКонституции[12]
Современная редакция Конституции состоит из преамбулы, 9 разделов, в которых 9 глав и 156 статей.
- Раздел I Основы конституционного строя
- Раздел II Личность, общество, государство
- Раздел III Избирательная система. Референдум
  - Глава 1 Избирательная система
  - Глава 2 Референдум (народное голосование)
- Раздел IV Президент, Всебелорусское народное собрание, Парламент, Правительство, суд
  - Глава 3 Президент Республики Беларусь
  - Глава 3¹ Всебелорусское народное собрание
  - Глава 4 Парламент — Национальное собрание
  - Глава 5 Правительство — Совет Министров Республики Беларусь
  - Глава 6 Суд
- Раздел V Местное управление и самоуправление
- Раздел VI Прокуратура. Комитет государственного контроля
  - Глава 7 Прокуратура
  - Глава 8 Комитет государственного контроля
- Раздел VII Финансово-кредитная система Республики Беларусь
- Раздел VIII Порядок изменения и дополнения Конституции
- Раздел IX Заключительные и переходные положения

## Государственный праздник
15 марта — День Конституции в Республике Беларусь.